# Phyllocladus serratifolia
Phyllocladus serratifolia là một loài thực vật hạt trần trong họ Podocarpaceae. Loài này được Nois. ex Gord. mô tả khoa học đầu tiên..